# 판문점 선언
《판문점 선언》(板門店 宣言) 또는 《4.27 선언》은 2018년 4월 27일 판문점 평화의 집에서 열린 2018년 1차 남북정상회담에서 대한민국 문재인 대통령과 조선민주주의인민공화국 김정은 국무위원장이 합의해 발표한 공동 선언이다. 대한민국에서는 《한반도의 평화와 번영, 통일을 위한 판문점 선언》(韓半島의 平和와 繁榮, 統一을 爲한 板門店 宣言), 조선민주주의인민공화국에서는 《조선반도의 평화와 번영, 통일을 위한 판문점 선언〉(朝鮮半島의 平和와 繁榮, 統一을 爲한 板門店 宣言)이라고 부른다.
판문점 선언은 "한반도의 항구적이며 공고한 평화 체제 구축을 위하여 적극 협력해 나갈 것"을 추구하였다. 특히 연내 종전선언과 남북미 혹은 남북미중 회담을 추진하여, 65년간 ,,이어져 왔던 휴전 중인 한국 전쟁을 완전히 종식하고 연내 종전선언과 함께 평화 체제를 구축하기로 남북이 합의했다는 의의를 지녔다. 아울러 "어떤 형태의 무력도 사용하지 않는" 불가침 합의를 재확인하고, 군사적 긴장 해소와 신뢰의 실질적 구축을 위해 단계적 군축을 실현토록 하였다. 이밖에도 양 정상은 정기적인 회담과 직통 전화를 개설해 "민족의 중대사를 수시로 진지하게 논의"하고 신뢰를 굳건히 하며, 남북 관계의 지속적인 발전과 한반도의 평화와 번영·통일을 향한 좋은 흐름을 더욱 확대해 나가기 위해 함께 노력하기로 하였다. 이와 관련하여 문재인 대통령은 2018년 가을 평양을 방문하기로 하였다.
2018년 9월 11일, 판문점 선언 비준동의안이 국무회의에서 의결되었고, 통일부는 비준동의안과 함께 비용추계서를 국회에 제출했다. 비용추계서에 따르면, 2019년에 철도·도로 협력과 산림협력 등 판문점선언 이행을 위해 2,986억 원이 추가로 소요될 것으로 예상됐다.

## 요지
1. 남북 관계의 획기적인 개선 및 발전으로 공동 번영과 자주적 한국의 재통일을 앞당김
- 합의의 철저한 이행 및 실천을 위한 고위급 실무회담 지속
- 개성 남북공동연락사무소 설치
- 다방적 협력과 교류 왕래 및 접촉
- 남북 적십자 회담과 8월 15일 이산가족·친척 상봉 진행
- 동해선 및 경의선 철도와 도로 연결 및 현대화

2. 군사적 긴장상태 완화 및 전쟁 위험의 실질적 해소
- 일체의 적대행위 전면 중지
- 서해 북방한계선 일대를 평화 수역으로 지정
- 군장성급 회담을 통하여 군사적 상호 보장 대책 수립

3. 항구적이며 공고한 한반도 평화 체제 구축
- 불가침 합의
- 단계적 군축
- 2018년 정전협정 65주년 맞이하여, 미국, 중국과 긴밀히 협력하여 종전 선언 후 평화 협정 전환
- 완전한 한반도의 비핵화를 위하여 남북이 공동 노력

## 같이 보기
- 2018년 1차 남북정상회담
- 2018년 2차 남북정상회담
- 2018년 3차 남북정상회담
- 2018년 북미정상회담
- 6.15 남북 공동선언
- 10.4 남북정상선언
- 9월 평양공동선언